# Metheisa cucullata
Metheisa cucullata är en insektsart som beskrevs av Buckton. Metheisa cucullata ingår i släktet Metheisa och familjen hornstritar. Inga underarter finns listade i Catalogue of Life.